# أماندا روزاريو
أماندا روزاريو (بالإنجليزية: Amanda Rosario)‏ هي ممثلة هندية، ولدت في 1989 في إيلفورد ‏ في المملكة المتحدة.

## وصلات خارجية
- أماندا روزاريو على موقع IMDb (الإنجليزية)
- أماندا روزاريو على موقع قاعدة بيانات الفيلم (الإنجليزية)